# جواكيم اولاوسون
جواكيم اولاوسون (بالسويدية: Joakim Olausson)‏ (15 أبريل 1995 بغوتنبرغ في السويد - ) هو لاعب كرة قدم سويدي في مركز الوسط. شارك مع منتخب السويد تحت 17 سنة لكرة القدم ومنتخب السويد تحت 19 سنة لكرة القدم. أما مع النوادي، فقد لعب مع أتالانتا ونادي أورغريته ونادي هكن وQviding FIF ‏.

## روابط خارجية
- جواكيم اولاوسون على موقع اتحاد السويد (السويدية)
- جواكيم اولاوسون على موقع قاعدة بيانات كرة القدم.إي يو (الإنجليزية)
- جواكيم اولاوسون على موقع Soccerway.com (الإنجليزية)